# Вируський район
Вируський район — адміністративно-територіальна одиниця у складі Естонської РСР, що існувала у 1950–1991 роках. Центр — Виру. Населення, за даними перепису 1959 року, становило 48,6 тисяч чоловік. Площа району 1955 року становила 872 км².

## Історія
Вируський район було утворено 1950 року, коли повітовий поділ в Естонській РСР було замінено на районний. 1952 року район було включено до складу Тартуської області, але вже у квітні 1953 року в результаті скасування областей в Естонській РСР район було повернуто до республіканського підпорядкування.
1991 року Вируський район було переформовано на повіт Вирумаа.

## Адміністративний поділ
1955 року район включав 1 місто (Виру) й 8 сільрад: Війтінаську, Вяймелаську (центр — Виру), Касарітсаську (центр — Вана-Касарітса), Ласваську, Нурсіську, Риугеську, Симерпалуську (центр — Осула), Хааньяську.